# Elizabeth Nyamayaro
Elizabeth Nyamayaro (15 de agosto de 1975) es una politóloga zimbabuense. Fue asesora principal de la Secretaría General Adjunta de las Naciones Unidas y directora ejecutiva de ONU Mujeres. Fue la directora de HeForShe, un movimiento de solidaridad mundial fundado por ONU Mujeres para involucrar a los hombres en la defensa de la igualdad de género.

## Biografía
Nyamayaro creció en una zona rural de Zimbabue asolada por el VIH y la hambruna. En lugar de ir a la escuela, tuvo que dedicarse a realizar las tareas del hogar y buscar comida donde podía. En los años 80, después de que una sequía golpeó duramente a su pueblo hambriento, Nyamayaro conoció a UNICEF. Fue la primera vez que su comunidad sufría una hambruna y sobrevivieron gracias a la ayuda humanitaria de la ONU que les proporcionaban alimentos de vez en cuando. Aquellas mujeres vestidas de azul, como ella las llamaba, eran cooperantes de la ONU y cuando Nyamayaro tomó conciencia de su trabajo fue determinante en su vida. Aquella experiencia marcó su objetivo, que sería trabajar para las Naciones Unidas y ayudar a otras personas como la habían ayudado a ella. Poco después, su familia tuvo que separarse. Ella se quedó con su abuela mientras sus padres, un hermano y dos hermanas fueron a Harare en busca de trabajo y oportunidades. Cuando tenía 10 años, su tía tuvo suficiente dinero para llevarla a la capital, Harare, y asistir a una escuela británica privada fue la primera vez que iba a la escuela. En esa época experimentó la desigualdad por primera vez en su vida, porque no encajaba en la escuela y al mismo tiempo se sintió superior a su pueblo ya que ahora tenía más educación.
Dejó Zimbabue cuando tenía 21 años para asistir a una pequeña universidad en Notting Hill Gate, en Londres. Después fue a Ginebra donde empezó a trabajar en la oficina para la ONU y posteriormente se trasladó a Nueva York.
Nyamayaro se licenció en Ciencias Políticas en la London School of Economics and Political Science. Asistió a la Escuela de Negocios de Harvard en 2016.

## Trayectoria
Antes de trabajar para ONU Mujeres, Nyamayaro trabajó para Merck, una de las compañías farmacéuticas más grandes del mundo. Como parte del liderazgo senior de la oficina de estrategia corporativa de Merck, trabajó para continuar con la visión empresarial de ampliar el acceso a la medicina en los países en desarrollo. También se centró y lanzó iniciativas clave de mujeres, como "Merck for Mothers", un compromiso de 500 millones de dólares para reducir la mortalidad materna, "Saving Mothers, Giving Life", una iniciativa con el gobierno de los Estados Unidos y la entonces secretaria de Estado Hillary Clinton, centrada en salud y, por último, "Pink Ribbon Red Ribbon Alliance", que se asoció con el Instituto George W. Bush, ONUSIDA, Susan G. Komen y PEPFAR para ayudar en la prevención del cáncer de cuello uterino.
Durante 15 años, Nyamayaro ocupó cargos en ONUSIDA, la Organización Mundial de la Salud y el Banco Mundial. Allí, trabajó para apoyar iniciativas de salud pública. Tanto en el sector público como en el privado, trabajó a la vanguardia del desarrollo de África, durante más de una década.
En 2015, en el Foro Económico Mundial de Davos, ONU Mujeres lanzó la iniciativa piloto HeForShe IMPACT 10X10X10 para impulsar el avance de la igualdad de género y el empoderamiento de las mujeres. Nyamayaro fue la asesora principal de la Subsecretaría General y directora ejecutiva de ONU Mujeres y líder del Movimiento HeForShe hasta 2020. 
Su objetivo principal pretende que hombres y niños sean agentes de cambio y que actúen para lograr la igualdad de género en su propia vida. Se trata de compartir la responsabilidad y el problema de tal manera que a través de HeForShe hagan un análisis y reconozcan su situación de privilegios para utilizarlos por el bien de la humanidad.
La actriz y activista Emma Watson fue invitada por Nyamayaro como embajadora de buena voluntad y como portavoz e imagen del Movimiento HeForShe.
Otro de los principales objetivos de ONU Mujeres, es asegurar la existencia de las leyes y que estas se cumplan. Con el programa HeForShe, se llevaron a cabo numerosos talleres, especialmente en la zona de Oriente medio, trabajando con hombres y niños para sensibilizarles ante la magnitud del problema y cómo pueden formar parte de la solución para ponerle fin. Son alrededor de 10 equipos de UNICEF trabajando, implicando a estudiantes para que participen proponiendo ideas y soluciones para terminar con la violencia en los campus universitarios, donde el problema es enorme.

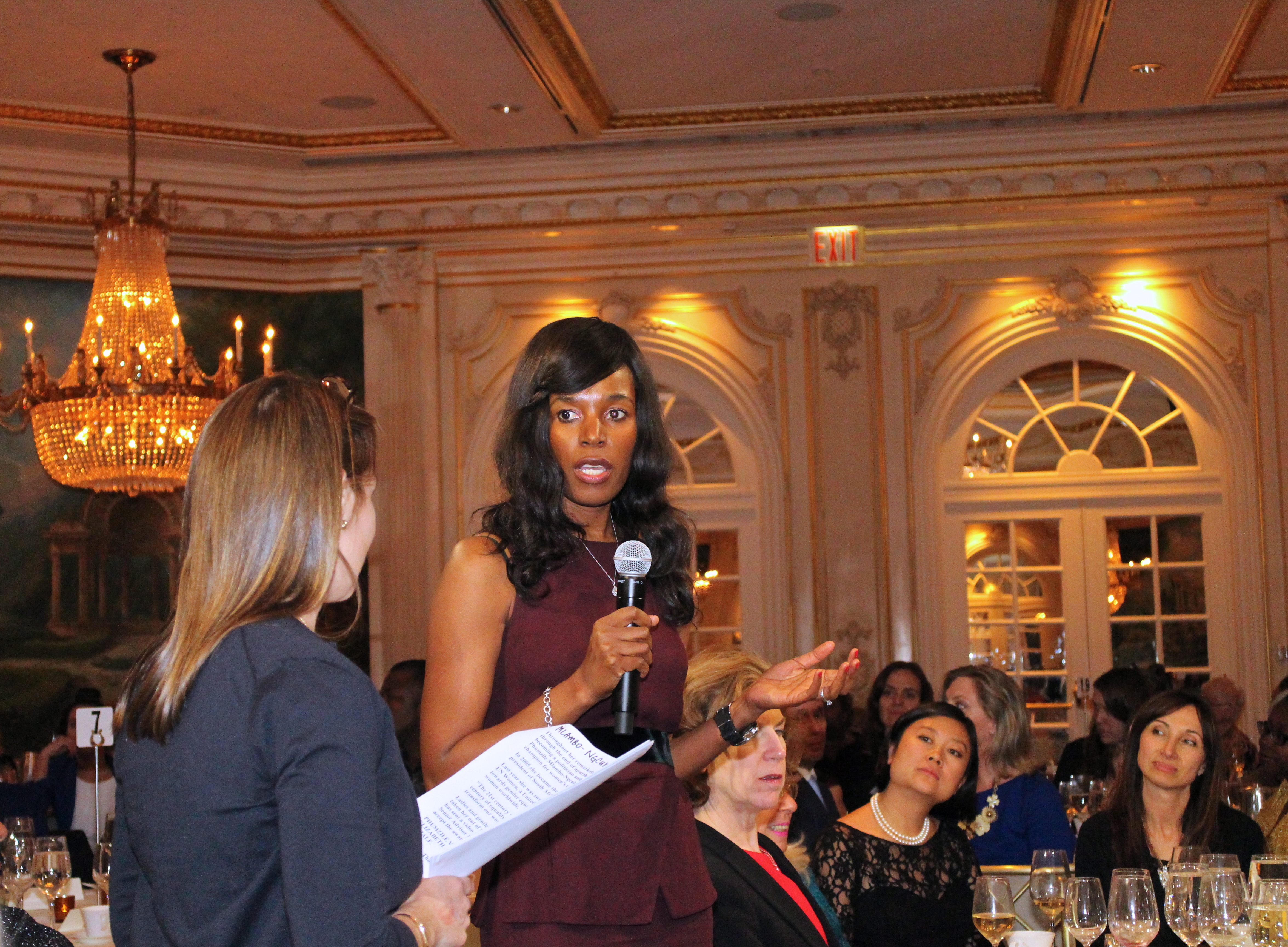
Elizabeth Nyamayaro en 2013

En mayo de 2015, Nyamayaro filmó una charla TED para TEDWomen titulada "Una invitación a los hombres que quieren un mundo mejor para las mujeres". Ese mismo año fue nominada al premio Nueva Mujer Africana en la Sociedad Civil. En marzo de 2016, su TED Talk llegó a 1.240.141 de visitas.
Precisamente en 2016, enlazando con los actos de conmemoración del Día Internacional de la Mujer, ONU Mujeres lanzó una nueva iniciativa en Nueva Yorkː La Semana de las Artes HeForShe. Durante la semana del 8 al 15 de marzo se implicó a las instituciones asociadas en favor de la igualdad de género y los derechos de las mujeres utilizando las artes como plataforma. Posteriormente se sumaron ciudades de todo el mundo, invitando especialmente a estudiantes, para participar en las charlas y asistir a los eventos artísticos organizados para este fin.
Entre las múltiples actuaciones como representante de ONU Mujeres, participó en las conferencias de verano de 2016 en el Centro de Investigación Ames de la NASA. Nyamayaro habló sobre cómo crear un movimiento social  y de qué manera el activismo político puede ser una herramienta para realizar cambios sociales. Para ello, explicó el ejemplo del movimiento HeForShe y los factores que pueden impulsar el éxito de un movimiento, además de situar en el centro del debate la igualdad de género.
En 2018 fundó la organización no gubernamental IQ África, con el objetivo de contribuir al desarrollo, crecimiento y estabilidad económica de África.
Después de más de dos décadas dedicada a la creación de cambios en comunidades de todo el mundo, en 2021 Elizabeth Nyamayaro publicó su primer libro I am a girl from Africa. Se trata de un libro de memorias, que narra su historia y destaca la importancia del  concepto africano de "ubuntu" en su vida, que consiste en la creencia de que bien común es el bien propio. La crítica destacó que Nyamayaro cuenta su experiencia y que es al mismo tiempo la historia de millones de niñas de todo el mundo y un verdadero testimonio de lo que es posible cuando las niñas tienen el mismo derecho a una educación de calidad. También fue considerada una historia inspiradora para chicas y chicos de cualquier parte del mundo.